# Summafri mängd
Inom additiv kombinatorik och additiv talteori är en delmängd A av en abelsk grupp G summafri om ekvationen {\displaystyle a+b=c} saknar lösningar med {\displaystyle a,b,c\in A}.
Exempelvis är mängden av udda tal en summafri delmängd av heltalen. Fermats stora sats säger att mängden av alla nollskilda n-te potenser är en summafri delmängd av heltalen för n > 2.
Några grundläggande problem om summafria mängder är:
- Hur många summafria mängder av {1, ..., N} finns det för ett heltal N? Ben Green har bevisat[1] att svaret är {\displaystyle O(2^{N/2})}, såsom Cameron–Erdős förmodan föreslår[2] (see Sloane's  A007865).
- Hur många summafria mängder innehåller en abelsk grupp G?[3]
- Vad är maximala storleken av en summafri mängd av en abelsk grupp G?[3]

En summafri mängd kallas maximal om den inte är en äkta delmängd av en annan summafri mängd.